# مستعمرة عقابية

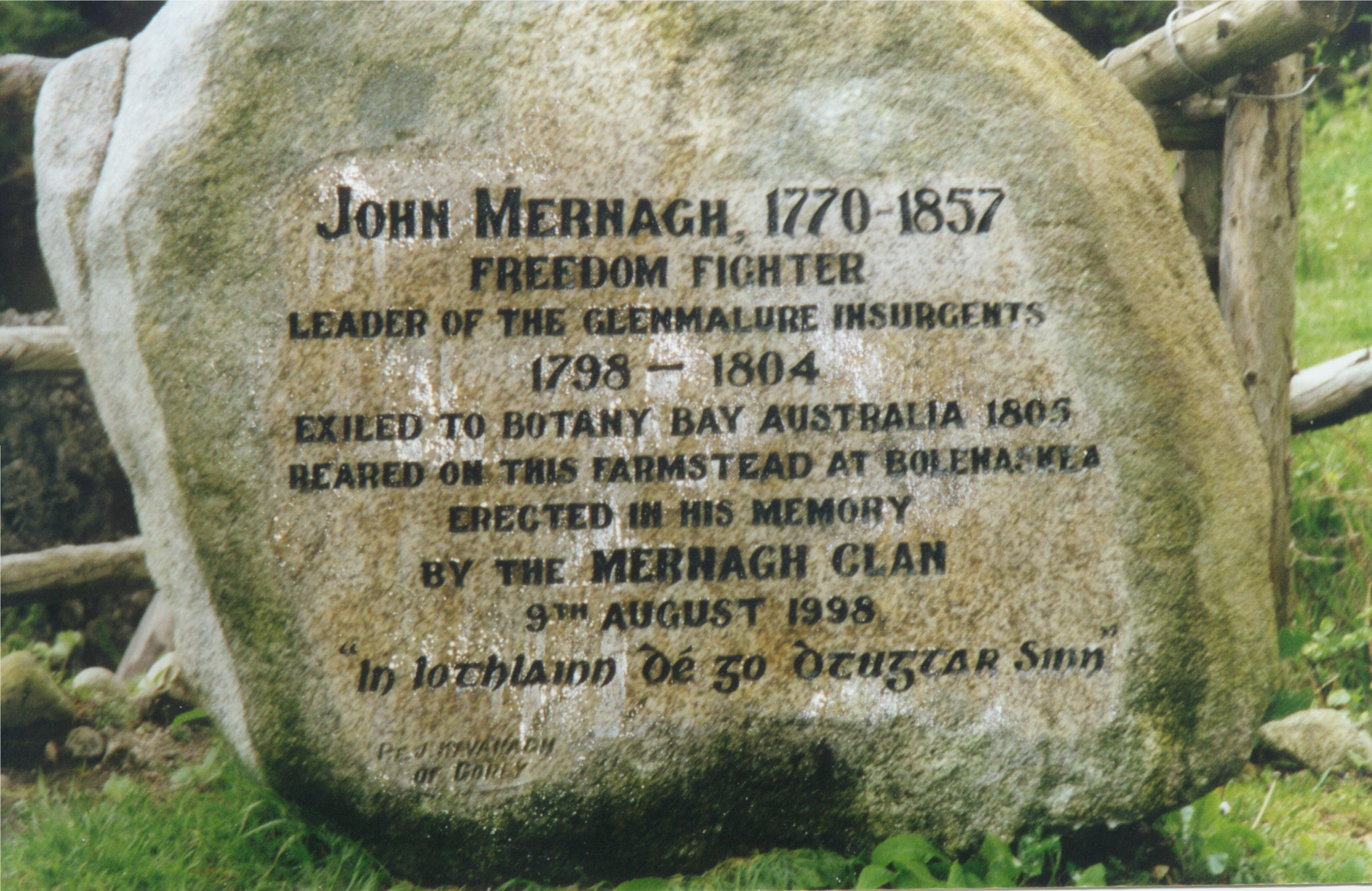
لوحة تذكارية أقيمت في مستعمرة بوتاني باي بأستراليا سنة 1998، تخليدًا لذكرى مناضل أيرلندي نفي إلى هذه المستعمرة وقضى نحبه ودُفن فيها

المستعمرة العقابية (بالإنجليزية: Penal colony، وبالفرنسية: Colonie pénale) هي مستوطنة نائية (غالبًا ما تكون جزيرة أو مستعمرة بعيدة) تستخدم في نفي السجناء وعزلهم عن بقية المواطنين في مجتمع من المساجين يشرف عليه آمر أو حاكم ذو سلطة مطلقة.
كانت المستعمرات العقابية فيما مضى تستخدم لاستغلال السجناء في الأشغال الشاقة العقابية في جزء من البلاد (هو في الأغلب مستعمرة) لم يتطور اقتصاديًا بعد، على نطاق أوسع من مجرد مزرعة سجن. وقد استخدمت بريطانيا وفرنسا وغيرهما من الإمبراطوريات الاستعمارية مناطق من أمريكا الشمالية وأستراليا وكاليدونيا الجديدة وغيرها كمستعمرات عقابية، لم تكن أوضاع السجناء فيها أفضل كثيرًا من الأوضاع في مجتمعات العبيد.

## أمثلة تاريخية من المستعمرات العقابية

### فرنسا
كانت فرنسا تنفي المجرمين والسجناء السياسيين إلى مستعمرات عقابية في المناطق المدارية، وكان من بين المستعمرات العقابية التي استخدمتها فرنسا لهذا الغرض كل من لويزيانا (في مطلع القرن الثامن عشر) وجزيرة الشيطان في غويانا الفرنسية (الذي كان يُنفي إليه المزورون وغيرهم في الفترة من 1852 إلى 1939) وأرخبيل كاليدونيا الجديدة في ميلانيزيا (وكان يُنفى إليها الثوار والمتمردون، كالثوار الجزائريين وأعضاء كومونة باريس وبعض المجرمين المدانين في النصف الثاني من القرن التاسع عشر).